# (29353) Manu
(29353) Manu est un astéroïde de la ceinture principale.

## Description
(29353) Manu est un astéroïde de la ceinture principale. Il fut découvert le 19 juillet 1995 par les astronomes italiens Andrea Boattini et Luciano Tesi à San Marcello Pistoiese. Il présente une orbite caractérisée par un demi-grand axe égal à 2,977 571 5 UA, une excentricité de 0,1201496 et une inclinaison de 10,13909° par rapport à l'écliptique.
Cet astéroïde fut nommé en hommage à Manuela Vedovelli (née en 1969), amie chère du premier découvreur et qui obtint son diplôme d'astronomie en 1998 à l'Université de Bologne en défendant sa thèse sur les galaxies de Seyfert.

## Compléments